# 新几内亚弯嘴鹛
新几内亚弯嘴鹛（学名：Garritornis isidorei），是雀形目弯嘴鹛科的一种鸟类。
新几内亚弯嘴鹛体重约70克，翼长约111.4毫米，嘴峰长约30.6毫米，喙宽度约5毫米，喙厚度约7毫米，跗蹠长约33.3毫米，尾长约114.2毫米。新几内亚弯嘴鹛在其分布区内为留鸟，其栖息在密集的高大树木组成的森林中，食性为肉食性，主要食物来源是陆生无脊椎动物。

## 亚种
- ：分布于新几内亚北部。
- ：分布于新几内亚南部，米苏尔岛和卫吉岛。[4]